# Domenico Noviello
Domenico Noviello (San Cipriano d'Aversa, 14 agosto 1943 – Castel Volturno, 16 maggio 2008) è stato un imprenditore italiano.
Assassinato dalla camorra, è stato insignito della medaglia d'oro al valor civile.

## Biografia
Imprenditore, proprietario di una scuola guida e nautica a Castel Volturno (CE), viene ucciso a colpi di pistola da dei sicari del Clan dei Casalesi, perché, così come da motivazione della concessione della Medaglia d'oro al valor civile, nel 2001 si era rifiutato di pagare il pizzo ed aveva denunciato e fatto condannare gli estorsori. In seguito a questa sua azione ricevette minacce di morte ed in ragione di tanto la sua abitazione ed i suoi familiari furono oggetto di attenzione da parte delle forze dell'ordine e gli venne concesso il porto di pistola per difesa personale. Successivamente fu revocata la sorveglianza alla sua casa. Nel 2007 gli fu negato il rinnovo per il porto di pistola per difesa personale rendendolo così ulteriormente vulnerabile nei confronti di chi gli aveva giurato vendetta. Un uomo che ha tenacemente, forse ben conscio, lottato contro l'oppressione di un sistema malavitoso che gli imponeva il pagamento di una tassa occulta. La morte di Noviello non è rimasta però un'altra sterile pagina dei giornali perché a Castel Volturno, luogo dell'agguato è stata aperta la prima associazione antiracket del litorale Domizio e la cittadina gli ha reso omaggio intestando a suo nome la piazza luogo dell'assassinio. La pena inflitta dalla Corte d'Assise d'Appello di Napoli è stata riformata in anni 30 (dall'ergastolo in primo grado) per i responsabili dell'omicidio.